# Pithecellobium savannarum
Pithecellobium savannarum é uma espécie vegetal da família Fabaceae.
Apenas pode ser encontrada em Cuba.